# Petaurista alborufus
Il petaurista bianco e rosso (Petaurista alborufus Milne-Edwards, 1870), noto in cinese come Hongbai Wushu, è uno scoiattolo volante originario dell'Asia orientale.

## Tassonomia
Attualmente, gli studiosi riconoscono cinque sottospecie di petaurista bianco e rosso:
- P. a. alborufus Milne-Edwards, 1870 (Sichuan occidentale e Gansu);
- P. a. castaneus Thomas, 1923 (Sichuan orientale, Hubei, Guizhou e Yunnan);
- P. a. lena Thomas, 1907 (Taiwan);
- P. a. leucocephalus Hilzheimer, 1905 (Tibet);
- P. a. ochraspis Thomas, 1923 (Yunnan e Guangxi).

## Descrizione
Con una lunghezza testa-corpo di 35-58 cm e una coda di 43-61,5 cm, il petaurista bianco e rosso, ricoperto da un folto pelame lucente, è la specie più grande del genere Petaurista. È caratterizzato da una grande area chiara sul dorso costituita da un insieme di peli bianchi o di colore rossiccio chiaro, che risalta nettamente sulla colorazione bordeaux delle regioni superiori; la gola è bianca; la colorazione della regione ventrale è bruno-rosata; alla base della coda sono presenti degli anelli di colore bruno-rosato o bianco sporco. La colorazione, tuttavia, varia molto a seconda delle sottospecie: P. a. alborufus ha le zampe rosse e la grande area chiara sul dorso di colore rossiccio; P. a. castaneus ha le zampe nere, anelli bruno-rosati alla base della coda e la parte restante di essa di colore rossiccio; P. a. ochraspis ha le zampe rosse, una macchia sul dorso più chiara che in P. a. alborufus, anelli bianchi alla base della coda e la parte restante di essa di colore nero. P. a. lena, invece, è la sottospecie più piccola. Il cranio è robusto, con un processo postorbitale triangolare molto sviluppato.

## Distribuzione e habitat
Il petaurista bianco e rosso abita nelle foreste di montagna della Cina centrale e meridionale, compresa Taiwan; il suo areale, forse, si estende fino al Myanmar.

## Biologia
Il petaurista bianco e rosso è stato catturato solo raramente, e non conosciamo molto sulla sua storia naturale. Abita le fitte foreste collinari che si sviluppano su terreni montuosi; i nidi di solito vengono costruiti nelle cavità degli alberi, a notevole altezza dal suolo, sebbene talvolta possano essere costituiti da nicchie situate nelle falesie calcaree. A Taiwan vive sia nelle foreste di conifere che in quelle di latifoglie, prediligendo, però, queste ultime. Si incontra tra gli 800 e i 3500 m di quota, ma è più frequente tra i 2000 e i 3000 m. Di abitudini notturne, si sposta attraverso il proprio territorio arrampicandosi in alto sugli alberi e planando poi fino a ricoprire distanze anche di 400 m. La dieta consiste di ghiande, altri tipi di noci, frutta e foglie, ma anche di insetti, larve e, forse, uova di uccelli. Il tasso di riproduzione è basso, e di solito ogni nidiata è composta da uno o due piccoli. La specie condivide il proprio areale con altri tipi di scoiattoli volanti, come Hylopetes alboniger, Petaurista philippensis e Trogopterus xanthipes.

## Conservazione
La specie non corre particolari rischi in quasi tutto il suo areale. Solo a Taiwan è minacciata dalla caccia a scopo alimentare. La IUCN la inserisce tra le specie a rischio minimo.